# Joseph Francis Dion
Joseph Francis Dion (Onion Lake, Alberta 1888-1960) fou un mestre d'escola, granger, escriptor i líder polític tant dels cree com de métis. Va escriure l'al·legat My tribe the crees (1979). El 1930 fou fundador i president de la Metis Association of Alberta, i en va recollir les actes en llengua cree.